# Lewis Harcourt
Lewis Venables Vernon Harcourt, 1. vikomt Harcourt (Lewis Venables Harcourt, 1st Viscount Harcourt, 1st Baron Nuneham) (31. ledna 1863, Nuneham Park, Anglie – 24. února 1922, Londýn, Anglie) byl britský státník ze staré šlechtické rodiny. Byl synem vlivného liberálního politika Williama Harcourta. Za Liberální stranu byl poslancem Dolní sněmovny, před první světovou válkou byl deset let členem vlády jako ministr veřejných prací (1905–1910) a ministr kolonií (1910–1915). V roce 1917 s titulem vikomta vstoupil do Sněmovny lordů.

## Životopis
Pocházel ze starobylého šlechtického rodu Vernon, respektive Venables–Vernon, který v roce 1831 přijal jméno vymřelého rodu Harcourt. Narodil se na rodovém sídle Nuneham Park v hrabství Oxfordshire jako mladší syn významného liberálního státníka Williama Harcourta (1827–1904), po matce byl spřízněn s rodinou Villiersů.
Studoval v Etonu a kariéru zahájil jako tajemník svého otce, který byl v letech 1880–1885 britským ministrem vnitra. V letech 1904–1916 byl poslancem Dolní sněmovny za Liberální stranu a krátce po vstupu do parlamentu se stal členem Campbell-Bannermanovy vlády jako ministr veřejných prací (1905–1910), od roku 1905 byl též členem Tajné rady. V Asquithově koaliční vládě byl ministrem kolonií (1910–1915), za první světové války musel ale tento post uvolnit (nahradil jej pozdější premiér A. B. Law) a v letech 1915–1916 byl znovu státním sekretářem veřejných prací. Po pádu Asquithovy vlády patřil k aktivním kritikům následujícího kabinetu Lloyd Georga. V roce 1917 získal titul vikomta a stal se členem Sněmovny lordů. Mimoto byl kurátorem Britského muzea a Národní portrétní galerie, získal také čestný doktorát v Oxfordu.
Jeho jméno nese město Port Harcourt v Nigérii. Zemřel ve spánku, snad po požití větší dávky barbiturátů, ale pověsti o sebevraždě se nepotvrdily.
Z manželství s Američankou Mary Ethel Burns (1874–1961) měl čtyři děti, z dcer se nejstarší Doris (1900–1981) provdala do bankéřské rodiny Baringů. Dědicem titulů byl jediný syn William Harcourt, 2. vikomt Harcourt (1908–1979), který působil v diplomacii a jako člen správních rad v několika bankách. Jeho úmrtím titul vikomta zanikl.
Lewisův nevlastní bratr Robert Harcourt (1878–1962) byl liberálním poslancem Dolní sněmovny (1908–1918) a za první světové války sloužil u letectva.